# 离子 (DC漫画)
离子（英語：Ion）是DC漫画公司的虚构人物，可以指一名超级英雄或精神實體。由作家贾德·维尼克和艺术家戴尔·伊格尔舍姆创作于《绿灯侠 第三卷 #142》。开始时，“离子侠”被设计为《绿灯侠》主人公凯尔·雷纳的新超级英雄身份。“离子”后来被揭示为一个可以变形为与宿主互利共生的实体；即是说“离子侠”指的是离子进入宿主凯尔·雷纳以及后来的索达姆·亚特后，宿主的新身份。这是对百烈煞的追溯连续性设定很类似的效仿：百烈煞起初是一个作为哈尔·乔丹对手的新超级反派，而后来在2004年－2005年迷你系列《绿灯侠：重生》中，其被揭示为一个可寄生的恐惧化身。

## 虚构角色传记

凯尔·雷纳作为离子侠，宇宙的守护者的精神领袖。

在有情众生产生意志之时，离子就在他们所谓的“情感光谱”的绿色波段中产生。在亿万年间，它的存在一直是个秘密，它居住于歐亞(Oa)星球的中央电池中，以牵制百烈煞，一个被关押于此的可寄生的恐惧实体；同时输送给宇宙的守护者、猎人者、绿团以及绿光军团它巨大能量的一部分。在百烈煞和聖納托影响下的哈尔·乔丹将中央电池摧毁后, 离子连同百烈煞和聖納托都被释放出来了。它在宇宙间穿梭游荡了一番之后，最终将凯尔·雷纳作为宿主并寄生在其中了。

### 离子的能力
凯尔·雷纳第一次使用离子侠的身份是在他的前女友亚历山德拉·德威特死后的一系列事情中：
一开始，凯尔·雷纳由于对于能量戒指的使用尚不熟练，无意识地释放了对自己的愤怒和挫败感并使其实体化为儿时幻想中的恶魔，“Oblivion”。在《Circle of Fire》故事情节中，凯尔·雷纳终于战胜了Oblivion，并使凯尔·雷纳的超能力获得了提升。随着时间的推移他的超能力开始成长并变得更强大，最终凯尔·雷纳发现他实际上是在逐渐吸收哈尔·乔丹遗留在太阳中的绿光能量。在一次与反派尼罗的大战中，凯尔·雷纳吸收了绿光军团的所有能量，变身成一个新的形态，得名为“离子侠”。
凯尔·雷纳利用自己增强的超能力于歐亞星球重新创造了宇宙护卫军团，并对歐亞星球的中央能量电池再次充电。他后来意识到这种过强的力量使他逐渐与要保护的人们疏远起来，于是主动放弃了自己的新能力，重新成为绿光戰警。

### 离子的回归
又过了一段时间，当洁德死于“瑞恩-塔纳戈之圣战”之后，洁德将她所有的超能力传给了凯尔·雷纳，凯尔·雷纳便再次成为了离子侠。在紧随其后的《离子侠：宇宙的守护者》系列中，他面对了以前作为绿灯侠时最棘手的各个对手，以及他突发性疾病的母亲。这一故事后来被揭示是一个阴谋，为以后在《聖納托军团的战争》和《最后危机倒计时》中的角色起了铺垫作用。

### 聖納托军团的战争
如同追溯设定的百烈煞一样，在第一集的“聖納托军团”中，离子侠被透露是一个独立的个体，引出了凯尔·雷纳被聖納托军团监禁于科沃德宇宙的事情。在离子从凯尔·雷纳分离出去之后，聖納托强迫凯尔·雷纳与百烈煞进行结合，使百烈煞侵占凯尔·雷纳的身体并加控制。离子的实体在被大反派反监控者用于实验后，最终由绿光军团的百烈煞几个成员释放了。
监视者们认为凯尔·雷纳已经被玷污了，所以选择了一个离子的新寄生主体——达克萨姆星球的索达姆·亚特。
而这时Superman-Prime目睹了新离子的出现，便和离子面对面的在纽约市上空对峙。一开始他们俩还势均力敌，直到战斗进行至一座核电站附近。索达姆·亚特的达克萨姆星球人生理反应出现了，他的能力受到反应核内的铅影响而大大削弱，试图转移阵地时又被Superman-Prime用一根铀棒刺中。因为铅中毒，他甚至差点被Superman-Prime打死。
在“ 聖納托军团的传说”中：离子侠在事件发生之后，监视者要求凯尔·雷纳协助索达姆·亚特适应离子侠的新身份。
凯尔·雷纳得知索达姆·亚特必须永久戴着綠光戰警的能量戒指（尽管他拥有的是离子的力量），以防止铅在他的身体中复发而致命。他们之后被尼罗袭击（尼罗冲破了歐亞星球的防护逃了出来），联手将其击败，然而凯尔·雷纳故意未用上全力，以鼓励索达姆·亚特找到自己作为一名离子侠的精神状态和感觉。索达姆·亚特最终打败了尼罗，并终于掌握到了一些从凯尔·雷纳那才能体会到的离子侠精神。
索达姆·亚特以他的离子能力继续作为绿光軍团荣誉成员。

### 熄燈
在新52的大事件中，離子與六個情感實體（除了被聖納托帶走的百烈煞之外）一同犧牲在起源之牆後已重新注滿宇宙的能量